# Havets Dronning
Havets Dronning er en amerikansk stumfilm fra 1918 af John G. Adolfi.

## Medvirkende
- Annette Kellerman - Merilla
- Hugh Thompson - Hero
- Mildred Keats - Leandra
- Walter Law - King Boreas
- Beth Ivins - Ariela